# ISO 3166-2:RW
ISO 3166-2:RW是卢旺达ISO 3166-2的代碼，是国际标准化组织发布的ISO 3166标准的一部分，该标准为ISO 3166-1中所有国家的行政區（例如省或州）分配代码。目前，卢旺达为該國4个省和首都分配了ISO 3166-2代码。每个代码由两部分组成，用一个连字符隔开。第一部分是RW，第二部分是一个字母。

## 代码
| RW-01 | 基加利 |
| RW-02 | 东部省 |
| RW-03 | 北部省 |
| RW-04 | 西部省 |
| RW-05 | 南部省 |